# Mecyna catalalis
Mabilleodes catalalis es una espècie de lepidòpter ditrisi de la família dels cràmbids (Crambidae). Va ser descrita per Viette l'any 1953. Es troba al Madagascar.